# William Bryant (Sträfling)
William Bryant (* 1757 in Launceston, Cornwall in England; † 22. Dezember 1791 in Batavia) war ein englischer Fischer und Sträfling. Er war der Anführer der ersten erfolgreichen Flucht mit weiteren sieben Sträflingen und zwei kleinen Kindern aus der Sträflingskolonie Australien in ein anderes Land über einen Seeweg. Diese Flucht über etwa 5.200 Kilometer in einem offenen Boot ging in die Geschichte als große seefahrerische Leistung ein, die häufig mit derjenigen von Kapitän William Bligh verglichen wird. Bligh wurde nach der Meuterei auf der Bounty mit einigen Besatzungsmitgliedern auf offener See ausgesetzt und legte rund 6.700 Kilometer zurück.

## Frühes Leben
Als Kind wuchs William Bryant in Launceston auf. William Bryant Eltern lebten von den Erträgen vom Fischfang. William, der der in Cornwall lebenden Minderheit der Cornischen angehörte, wurde wie sein Vater auch Fischer, aber er betätigte sich auch Schmuggler und war in weitere illegale Aktivitäten verwickelt. Im Dezember 1783 wurde er angeklagt, zwei Seeleute der Royal Navy um ihren Sold gebracht zu haben und als schuldig zum Tode verurteilt. Später wurde das Urteil aufgehoben und er wurde zu einer siebenjährigen Haft begnadigt. Bryant verbüßte die ersten drei Jahre seiner Haftstrafe auf dem Gefängnisschiff Dunkirk im Hafen von Plymouth.

## Transportation
Der Transport von Sträflingen wurde seinerzeit in England als Transportation bezeichnet, die in vielen Fällen eine Deportation ins Ausland bedeutete, meist ohne die Chance einer Rückkehr, denn diese mussten sie bezahlen. In England waren die Gefängnisse in jener Zeit überfüllt, weil Straffällige, selbst bei kleinen Delikten wie Mundraub, zu langen Freiheitsstrafen oder zum Tod verurteilt wurden. Als Sträflinge nicht mehr nach Amerika transportiert werden konnten, weil die Engländer ihre dortigen Kolonien verloren hatten, wurden andere Wege gesucht. Um die zahlreichen Verurteilten unterzubringen, für die in den Gefängnissen kein Platz mehr war, wurden sie in England auch auf Gefängnisschiffen festgesetzt. Die britische Regierung erwartete, dass sich diese Situation mit der Entsendung von Sträflingen auf den australischen Kontinent entspannen würde. Die Sträflinge sollten diesen Kontinent kolonialisieren. Aufgrund der unmenschlichen Bedingungen, die auf den Schiffen herrschten, kamen zahlreiche Sträflinge bereits auf dem Transport ums Leben.
Am 13. Mai 1787 legte die First Fleet mit elf Schiffen von England nach Australien ab, darunter war auch William Bryant auf dem Sträflingstransportschiff Charlotte. Die achtmonatige Schifffahrt führte über die Kanarischen Inseln, Brasilien und das Kap der Guten Hoffnung bis zur Botany Bay. Die Bucht eignete sich nicht als Hafen und die Schiffe wurden nach Port Jackson verlegt, wo sie am 28. Februar 1788 ankerten. Auf der Charlotte brachte Mary Broad, die spätere Ehefrau von William Bryant, eine Tochter zur Welt, die sie nach dem Schiff Charlotte nannte.

## Port Jackson
Kurz nach der Ankunft in Port Jackson heiratete Bryant Mary Broad. Mary Broad war in England nach einem Gerichtsurteil vom 20. Mai 1786 wegen eines Straßenraubs zunächst zum Tode verurteilt. Sie wurde später zu einer siebenjährigen Haft begnadigt und saß auf dem gleichen Gefängnisschiff Dunkirk wie William Bryant ein. Ob Charlotte ihr gemeinsames Kind war, das auf der Schiffsreise geboren wurde, ist ungeklärt. Es wird aber vermutet, dass das Kind von einem der Wachsoldaten der Royal Marines stammt, die die Sträflinge bewachten.
Als Fischer wurde Bryant von der britischen Kolonialverwaltung beauftragt, den Fischfang für die gesamte Strafkolonie zu betreiben. Er durfte sich auch eine Hütte bauen und einen Garten anlegen. Gemüseanbau und einen Garten betreiben durften ansonsten nur die Offiziere der Royal Marine. In der Sträflingskolonie wurde etwa ein Jahr nach Ankunft der Schiffe die Verpflegung knapp und es herrschte Hunger. Das hing damit zusammen, dass die Ankommenden der First Fleet nicht entsprechende Kenntnisse in der Landwirtschaft, Fischerei und im Gemüseanbau hatten. William Bryant gab nicht den gesamten Fischfang und Gemüseanbau der Kolonie  ab und verkaufte stattdessen einen Teil dieser Produkte auf eigene Rechnung. Dafür wurde er ins Gefängnis geworfen und mit einhundert Peitschenhieben bestraft. Seine Hütte wurde ihm weggenommen und er musste in einer Ziegelei arbeiten. Da die Erträge im Fischfang ohne ihn erheblich absanken, wurde er erneut mit dieser Aufgabe beauftragt.
1790 wurde Bryants Sohn Emmanuel geboren. William Bryant hätte im März 1791 seine Strafe verbüßt und damit eröffnete sich die Möglichkeit nach England zurückzukehren. Gouverneur Arthur Phillip hatte allerdings verfügt, dass kein verheirateter Sträfling seinen Ehepartner allein in Australien zurücklassen dürfe. Nach der Ankunft der Second Fleet wäre William Bryant die Rückreise nach England möglich gewesen. Seine Frau Mary Bryant hatte allerdings zu diesem Zeitpunkt noch zwei weitere Jahre zu verbüßen.
Die Ankunft der Second Fleet, die ausreichende Verpflegung für die Kolonie an Bord hatte, verhinderte zwar die drohende Hungersnot, aber die Familie Bryant sah für sich keine Perspektive mehr in der Strafkolonie Australien. Sie wollte fliehen.

## Flucht
William Bryant bereitete im Jahr 1790 seine Flucht vor, als das holländische Schiff Waaksamheyd in der Bucht von Port Jackson für mehrere Wochen ankerte. Zunächst freundete er sich mit dem Kapitän dieses Schiffs an. Dieser gab Bryant einen Kompass und Quadranten, Karten, Verpflegung, Wasser sowie zwei Musketen mit Munition, Voraussetzungen zur Flucht auf See.
Als die Waaksamheyd Port Jackson am 27. März 1791 verließ und kein weiteres Schiff im Hafen lag, ergriffen Bryant und seine Frau mit den beiden Kindern und die weiteren sieben Sträflingen die Flucht. Es waren James Martin, James Cox und Samuel Bird, die mit der First Fleet angekommen waren. Neben Bryant, der als Fischer in Cornwall seefahrerische Erfahrungen hatte, war auch Samuel Bird ein erfahrener Seemann. Beide führten das Boot auch sicher durch zwei Stürme. Ferner flüchteten mit ihnen William Allen, Nathaniel Lilly, Samuel Broom und William Morton, die mit der Second Fleet angekommen waren. William Morton soll etwas Kenntnisse in der Navigation gehabt haben.
In der dunklen Nacht im März stahlen sie das Boot des Gouverneurs Phillip, das mit zwei Segeln und sechs Ruderplätzen zum Vorankommen bei Windstille ausgerüstet war. Sie beluden das Boot, legten unbemerkt ab und segelten in Richtung Norden. Sie waren wegen des leeren Hafens sicher, dass ihnen kein Schiff folgen konnte. Erst am nächsten Morgen wurde ihre Flucht festgestellt.
Die Flüchtigen kamen in dem offenen und kleinen Boot zwischen der Ostküste und dem Great Barrier Reef und Torres Strait über die Arafura Sea bis nach Timor erfolgreich voran. Unterwegs versorgten sie sich mit Essbarem und Wasser an Land. Am zweiten Tag ihrer Flucht entdeckten sie sogar ein Kohlevorkommen. Bei ihren Landgängen kam es häufig zu Kontakten mit Aborigines. Nach 69 Tagen Seefahrt erreichten sie am 5. Juni 1791 Kupang auf Timor. Dort gaben sie an, dass sie Schiffbrüchige seien.
Als am 15. September vier weitere kleine Boote von der gesunkenen HMS Pandora mit britischen Marinesoldaten und mit Meuterern der Bounty ankamen, wurde offenkundig, dass sie entflohene Sträflinge waren. Edward Edwards, der britische Kapitän der Pandora, ließ die geflohenen Sträflinge festsetzen. Sie hatten tageweise Freigang. Die Rembang, ein Schiff der holländischen Ostindien-Kompanie, nutzte Edwards um Batavia erreichen. Von dort aus wollte er bis ans Kap der Guten Hoffnung. Am Kap hoffte er auf eine Passage mit einem englischen Schiff bis nach England. Sie erreichten Batavia, allerdings waren das Klima und die dortigen Lebensumstände äußerst ungesund. William Bryant und sein Sohn Emmanuel erkrankten an Fieber und sie wurden mit weiteren erkrankten Sträflingen in einem Gefängnisschiff untergebracht. Emmanuel starb sechs Tage nach ihrer Ankunft am 1. Dezember und drei Wochen später William Bryant am 22. Dezember 1791.
Edwards erreichte das Kap der Guten Hoffnung am 18. März 1792, wo sie von der HMS Gorgon aufgenommen wurden. Auf der Reise zum Kap ging einer der Flüchtigen in der Sundastraße über Bord. Die Gorgon legte mit den überlebenden Sträflingen, Seeleuten und den Meuterern der Bounty im frühen April ab. Zwei Flüchtlinge starben auf See, wie auch die im Jahr 1887 geborene Tochter von Mary Bryant am 5. Mai 1792. Die Gorgon erreichte Portsmouth in England mit den Sträflingen Mary Bryant, William Allen, Samuel Broom, Nathaniel Lilly und James Martin am 8. Juni 1792, wo sie im Newgate-Gefängnis den Rest ihrer Strafe absitzen mussten.
Einmalig blieb diese Art einer Flucht von Sträflingen auf dem Seeweg aus der Strafkolonie Australien. Sträflinge flüchteten dort zwar durchaus häufiger, aber stets ins unwegsame australische Outback.

## Nachwirken
Die Flucht wurde verfilmt und in Büchern niedergeschrieben, wobei das Schicksal von Mary Bryant in den Vordergrund gerückt wurde. In der zweiteiligen australischen Mini-Serie The Incredible Journey of Mary Bryant aus dem Jahr 2005 wurde der Darsteller von William Bryant Alex O’Loughlin mit dem australischen Logie Award for Most Outstanding Actor ausgezeichnet.